# Phialella chiquitita
Phialella chiquitita is een hydroïdpoliep uit de familie Phialellidae. De poliep komt uit het geslacht Phialella. Phialella chiquitita werd in 1959 voor het eerst wetenschappelijk beschreven door Miljard. 